# (237845) Neris
(237845) Neris est un astéroïde de la ceinture principale.

## Description
(237845) Neris est un astéroïde de la ceinture principale. Il fut découvert le 16 mars 2002 à Moletai par Kazimieras Černis et Justas Zdanavičius. Il présente une orbite caractérisée par un demi-grand axe de 2,54 UA, une excentricité de 0,18 et une inclinaison de 5,2° par rapport à l'écliptique.

## Compléments